# Eglantyne Jebb
Eglantyne Jebb (født 25. august 1876 i Ellesmere, Shropshire, England, død 17. december 1928 i Genève, Schweiz) var en engelsk filantrop, der grundlagde Red Barnet (Save the Children).
Jebb førte efter 1. verdenskrig kampagner mod handelsblokaden, der blandt andet førte til at børn blev ramt af sult. Et møde i Royal Albert Hall 19. maj 1919 førte til, at Save the Children Fund blev grundlagt.
1. ↑  Navnet er anført på engelsk og stammer fra Wikidata hvor navnet endnu ikke findes på dansk.